# Mitja Marató de València
La Mitja Marató de València, també anomenat Mitja Marató de València Trinidad Alfonso, és una cursa a peu de 21.097 m que se celebra a València cada any des de 1991, encara que va ser en 2006 quan va adoptar definitivament aquesta distància.
L'any 2021 l'etíop Letesenbet Gidey va batre el rècord del món amb un temps d'1.02:52. L'any 2020 el kenià Kibiwott Kandie també va establir el rècord mundial masculí amb un temps de 57:32, convertint la Mitja Marató de València l'única del món que té els rècords del món en categoria femenina i masculina.

## Història
La realització d'aquest esdeveniment s'inicia en 1991 any en el qual la Societat Esportiva Correcaminos, club fundat en 1979, organitza aquesta prova per primera vegada. En els seus inicis el format no era de mitja marató. Les edicions de 1991 a 2005 van estar emmarcades en el circuit de proves de 20 km d'Adidas, sent en 2006 quan la distància va passar a ser de 21.097 m.
La febre per l'esport de la carrera a peu, unit a l'atractiu de la prova i l'excel·lent organització, han provocat que en els últims 9 anys el cens de corredors haja pujat vertiginosament. Així, s'ha passat de congregar a 1.882 participants a més de 15.000 en 2018. D'altra banda, l'entrada com a patrocinador principal en 2012 de la Fundació Trinidad Alfonso ha col·laborat a donar un nou impuls a la prova. Aquest impuls s'ha reflectit en un reconeixements com l'aconseguit en 2013, any en què l'esdeveniment va aconseguir l'etiqueta "Road Race Silver" de la IAAF, posicionant-se també com la 8ª carrera més ràpida del món i la 1ª classificada d'entre les proves de ruta de la RFEA en la temporada 2012/2013.
En 2015 la Mitja Marató de València es converteix en la prova dels 21.097 quilòmetres de distància més ràpida del món. Èxit que també va aconseguir en 2014.

## Palmarés
Rècord de la prova

### 20K
| Edició | Any  | Vencedor                    | Temps (h:m:s) | Vencedora            | Temps (h:m:s) |
| ------ | ---- | --------------------------- | ------------- | -------------------- | ------------- |
| 11ª    | 2001 | Julio Rey (ESP)             | 1:01:43       | Teresa Gracia (ESP)  | 1:25:36       |
| 12ª    | 2002 | Julio Rey (ESP)             | 59:46         | Margareth Iro (TAN)  | 1:11:08       |
| 13ª    | 2003 | El Houssine Essemaali (MAR) | 1:02:39       | Sandra Ruales (ECU)  | 1:11:09       |
| 14ª    | 2004 | Sawel Kalia (KEN)           | 1:01:33       | Gladys Cherono (KEN) | 1:10:28       |
| 15ª    | 2005 | Abdellatif Meftah (MAR)     | 1:00:46       | Ashu Kasim (ETH)     | 1:09:30       |

### Mitja marató
| Edició | Any  | Vencedor                   | Temps(h:m:s) | Vencedora                   | Temps(h:m:s) |
| ------ | ---- | -------------------------- | ------------ | --------------------------- | ------------ |
| 16ª    | 2006 | Edwin Kibet Koech (KEN)    | 1.02:48      | Joan Jepkorir Aiyabei (KEN) | 1.12:48      |
| 17ª    | 2007 | Peter Korir (KEN)          | 1.02:24      | Joan Jepkorir Aiyabei (KEN) | 1.11:16      |
| 18ª    | 2008 | Jacob Yator (KEN)          | 1.01:32      | Sarah Kerubo (KEN)          | 1.15:18      |
| 19ª    | 2009 | Geoffrey Mutai (KEN)       | 0.59:30      | Beatrice Jepchumba (KEN)    | 1.15:31      |
| 20ª    | 2010 | John Nzau Mwangangi (KEN)  | 1.01:10      | Joyce Chepkirui (KEN)       | 1.09:25      |
| 21ª    | 2011 | John Nzau Mwangangi (KEN)  | 0.59:45      | Malika Asahssah (MAR)       | 1.10:26      |
| 22ª    | 2012 | Joel Kimurer (KEN)         | 0.59:36      | Alice Mogire (KEN)          | 1.09:57      |
| 23ª    | 2013 | Jacob Kendagor (KEN)       | 0.59:58      | Joyce Chepkirui (KEN)       | 1.08:15      |
| 24ª    | 2014 | Abraham Cheroben (KEN)     | 0.58:48      | Emily Chebet (KEN)          | 1.08:01      |
| 25ª    | 2015 | Abraham Cheroben (KEN)     | 0.59:10      | Netsanet Gudeta (ETH)       | 1.07:31      |
| 26ª    | 2016 | Stephen Kosgei Kibet (KEN) | 0:59:27      | Peres Jepchirchir (KEN)     | 1:07:09      |
| 27ª    | 2017 | Abraham Cheroben (BHR)     | 0:59:11      | Joyciline Jepkosgei (KEN)   | 1:04:51 WR   |
| 28ª    | 2018 | Abraham Kiptum (KEN)       | 0:58:18      | Gelete Burka (ETH)          | 1:06:11      |
| 29ª    | 2019 | Yomif Kejelcha (ETH)       | 0:59:04      | Senbere Teferi (ETH)        | 1:05:33      |
| 30ª    | 2020 | Kibiwott Kandie (KEN)      | 0:57:32 WR   | Genzebe Dibaba (ETH)        | 1:05:18      |
| 31ª    | 2021 | Abel Kipchumba (KEN)       | 0:58:07      | Letesenbet_Gidey (ETH)      | 1.02:52 WR   |

## Millors marques
L'any 2021 la vencedora en categoria femenina, l'etíop Letesenbet Gidey va batre el rècord del món amb un temps d'1.02:52. L'any 2020 el kenià Kibiwott Kandie també va establir el rècord mundial masculí amb un temps de 57:32, convertint la Mitja Marató de València l'única del món que té els rècords del món en categoria femenina i masculina.
Anteriorment, l'any 2018, el kenyà Abraham Kiptum va establir un nou rècord mundial amb 58:18 h, considerant-se l'edició de 2018 una les millors proves en categoria masculina de la història, gràcies a les marques fetes pels primers 5 classificats, l'any 2017 la kenyana Joyciline Jepkosgei també va batre el rècord del món amb un temps d'1.04:51.